# Regina von Grünrad

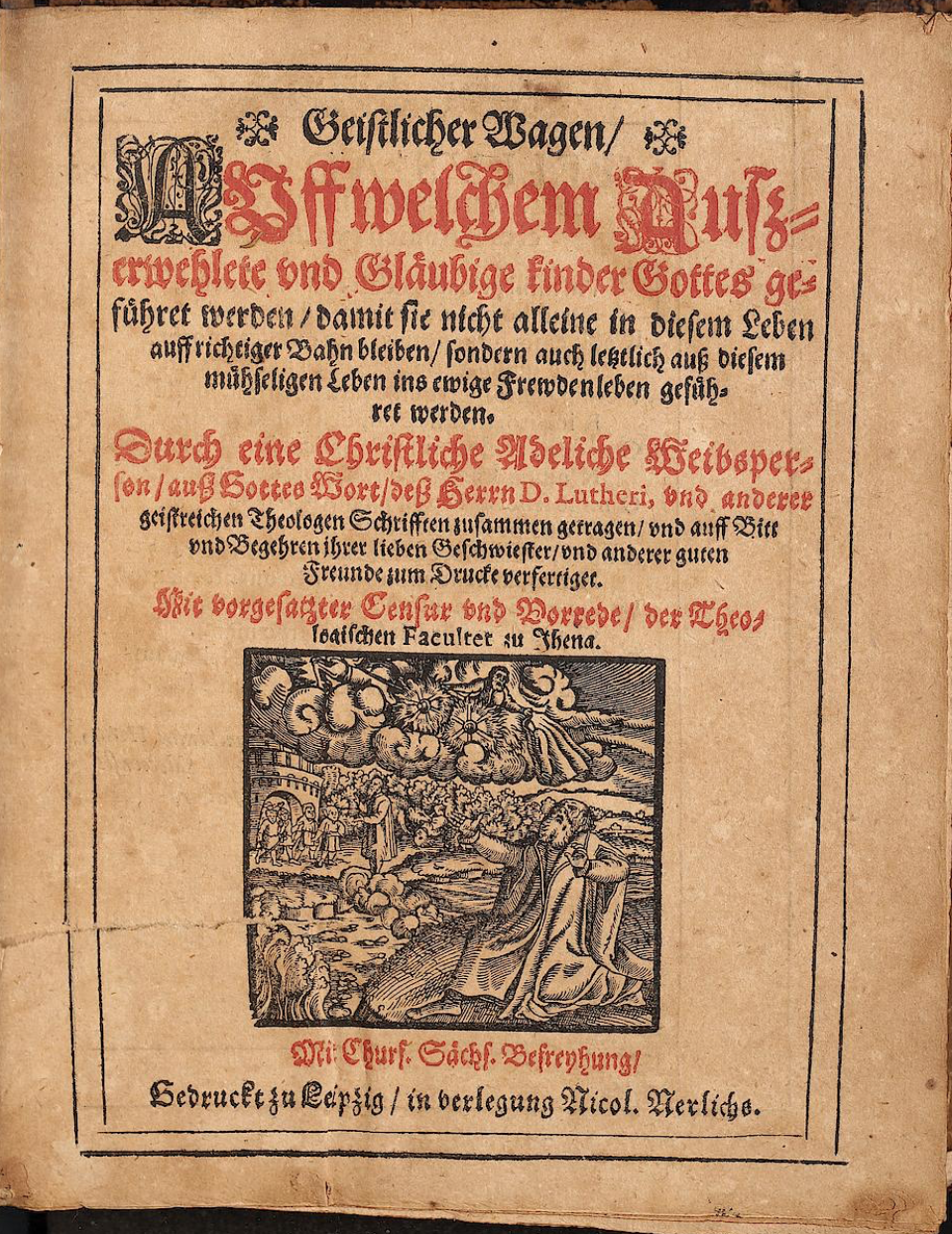
Titelseite: „Geistlicher Wagen“, von Regina von Grünra

Regina von Grünrad (um 1609 aus Thüringen) war eine deutsche Schriftstellerin der Barockzeit.

## Leben
Regina von Grünrad lebte um 1609 in Thüringen. Sie war eine in der Theologie und besonders in der heiligen Schrift gelehrte Frau. Sie schrieb verschiedene Meditationen und eine Monografie: Geistlicher Wagen, die in Leipzig gedruckt wurde. Johann Caspar Eberti bezeichnete sie in seinem „Eröffnetes Cabinet deß gelehrten Frauenzimmers“ als „frommes und gelehrtes Fräulein“. Über ihr Leben ist kaum etwas bekannt.

## Werk
Im Jahr 1609 erschien, in Leipzig, Regina von Grünrads Geistlicher Wagen. Auff welchem Ausserwehlete und Gläubige kinder Gottes geführet werden, damit Sie nicht alleine in diesem Leben auff richtiger Bahn bleiben, sondern auch letztlich auß diesem mühseligen Leben ins ewige Freudenleben geführet werden: Durch eine christliche adeliche Weibsperson, auß Gottes Wort, deß Herrn D. LKutheri, und anderer geistreichen Theologen Schrifften zusammen getragen, und auff Bitt und Begehren ihrer lieben Geschwiester und anderer guten Freunde zum Drucke verfertiget; Mit vorgesatzter Censur und Vorrede, der theologischen Facultet zu Ihena. Der Geistliche Wagen beginnt mit einer Vorrede der Theologischen Fakultät zu Jena. Auf die Vorrede der theologischen Fakultät folgt eine Vorrede, die von der Autorin selbst verfasst wurde. Grünrad bleibt in beiden Vorreden, die sich an den „Christlichen Leser“ wenden, anonym.

### Vorrede der Theologischen Fakultät zu Jena
Die Vorrede der Theologischen Fakultät zu Jena beginnt mit einem Verweis auf die „Epistel S. Pauli an die Philipper“. In dieser wird erwähnt, dass viele Menschen durch Jesus Zuversicht gewonnen haben, das Christentum in gutem Glauben zu predigen. Das habe auch eine adelige Frau [Regina von Grünrad] getan, indem sie die Bibel und die Schriften Luthers und anderer Gelehrten gelesen und gelernt hat. Sie habe sich einen solchen Schatz an Weisheit angesammelt, dass sie dadurch kühn geworden sei und aus „christlicher Andacht“ ihre Erkenntnisse in ein Buch niederschrieb, das sie den Geistlichen Wagen nennt.
Der darauffolgende Abschnitt erläutert, dass es sich nicht um eine Neuheit handelt, dass Frauen in der heiligen Schrift gelehrt sind und Bücher schreiben. Schon im alten und im neuen Testament seien begabte Frauen aufgeführt. Frauen hätten die Pflicht, die Bibel zu lesen und dieses Wissen ihren Kindern und dem „Gesinde“ zu vermitteln. Es sei ihnen nur untersagt, öffentliche Lehrämter einzunehmen und in der Kirche zu predigen. Die Vorrede weist daraufhin auf verschiedene Frauen aus der Bibel und auch auf historische Personen bis nahe an die Gegenwart hin. Diese seien alle gelehrt und literarisch aktiv gewesen. Die Frauen in der Bibel (Judith, Debora etc.) zeichnen sich durch Lobgesänge, Reden und Triumphlieder aus. Die historischen Persönlichkeiten seien in lateinisch und griechisch bewandert (Olympia Fulvia Morata) und im Falle der Herzogin zu Sachsen (Dorothea Susanna) in der heiligen Schrift belesen.
Die Autorin des Geistlichen Wagens sei mit den obenstehenden Personen zu vergleichen. Dadurch, dass sie ihr Leben lang ledig blieb, hatte die Autorin besonders viel Zeit um sich intensiv mit den christlichen Lehren zu befassen und das Buch niederzuschreiben. Sobald sie mit dem Buch fertig war, schickte sie es an die theologische Fakultät zu Jena und bat diese es durchzulesen und zu zensieren. Die Fakultät habe dies getan und auch an „etlichen Orten“ etwas korrigiert. Sie habe Wert darauf gelegt, dass der Text möglichst nah am „reinen Wort Gottes“ bleibt. Die Fakultät habe das Buch als zum Druck würdig anerkannt.
In dieser Vorrede wird zum Abschluss erwähnt, dass das Werk auch ohne Vorrede in den Druck hätte gehen können und die Fakultät diese nur auf Bitte der Autorin verfasst habe. Die Fakultät sähe ein, dass mit ihrer Vorrede der Geistliche Wagen als würdiger geschätzt wird und somit nicht als unnützes und nicht notwendiges Buch gilt. Die Vorrede endet damit, dass Jesus mit der Lutherischen Lehre allen Ketzereien ein Ende machen will, damit Gottes Name geheiligt sei und die Christen in sein Reich kommen. Der Wille Satans und seiner Soldaten soll verhindert werden.

### Vorrede der Autorin
In der von der Autorin [Grünrad] verfassten Vorrede, wendet sie sich an die christlichen Leser. Sie erwähnt, dass sich die Leser wundern mögen, dass eine „Weibsperson“ sich unterstanden habe ein Buch zu schreiben und drucken zu lassen. Sie habe dies aber nicht getan, um Ruhm zu erlangen oder um als besonders geschickt zu wirken, sondern weil Gott sie dazu gebracht habe. Aufgrund einer Krankheit hat sie viel Zeit gehabt sich den Lehren des Christentums zu widmen. Dabei erwähnt sie [Grünrad], dass sie nicht aufgrund einer Sünde krank gewesen sei, sondern weil der Teufel dem weiblichen Geschlecht eher zusetze.
Durch Gott und den heiligen Geist, habe sie sich fleißig ans Gebet gehalten und versucht, das „Wort Gottes als einen güldenen Wagen zu halten“. Auf diesen goldenen Wagen soll der heilige Geist betrübte Christen laden und sie führen, bis sie in den Himmel kommen. Sie wünsche sich, dass auch sie vom heiligen Geist auf einen solchen geistlichen Wagen gesetzt werden möge und von ihm auf den richtigen Weg geleitet werde; zum „ewigen Reich und Leben“. Um dem heiligen Geist danken zu können, habe sie in der Bibel und anderen gelehrten Büchern gelesen – vor allem in den Schriften Luthers – und ihre Erkenntnisse daraus nun in diesem Buch zusammengefasst. Die Verfasserin erwähnt, dass sie zunächst nicht intendiert habe, das Buch in Druck zu geben. Sie habe sich aber von ihren Geschwistern und „etlichen guten Freundinnen“ dazu bewegen lassen. Die Verfasserin bitte den christlichen Leser, ihre Mühe und Arbeit nicht übel zu deuten, sondern im Guten aufzunehmen. Die Vorrede wurde am 16. Oktober 1608 geschrieben.

### Inhalt
Der Geistliche Wagen beginnt damit, dass Regina von Grünrad an Adam und Eva erinnert, die die guten Tage im „schönen Lustgarten“ aufgaben. Sie haben sich durch die guten verlogenen Schmeicheleien betrügen lassen und haben auf das Wort des „unglücklichen“ Teufels gehört. Sie haben das Gebot Gottes übertreten und sind dem Teufel verfallen. Der Sündenfall ist die Ursache dafür, dass die Menschen nun immer von Ort zu Ort ziehen müssen und nicht an einem Ort (dem Paradies) bleiben können. Das Leben der Christen sei seitdem von Elend und Gefahr geplagt, das sollen die Leser bedenken. Durch den Ungehorsam von Adam und Eva sei ihnen bitteres Leid widerfahren. Ungehorsam führt zu Leid, Unlust und Unruhe. Dies war für Adam und Eva so schlimm, „dass ihnen der bittere Nasenschweis mildiglich das Antliz herunter rinnet“. Dieses Leid betrifft auch alle ihre Nachkommen. Von Grünrad verweist auf verschiedene Bibelpersonen, die auf „Wanderschaft“ gehen mussten: beispielsweise Noah, der dies sowohl an Land als auch auf dem Wasser mit seiner Arche tun musste.
Von Grünrad will nun die Christenschaft dazu bringen, mit ihr auf den christlichen Wagen zu steigen. Es folgt eine Auflistung und Erklärung derjenigen Gründe, die die Menschen dazu anreizen sollen, sich auf den Wagen zu begeben. Das sind: die Vergänglichkeit (da alle Dinge ein Ende nehmen müssen), die Kürze des Lebens (die zeigt, wie unbedeutend der Mensch ist) und damit verbunden die Tatsache, dass das ewige Leben besser sein werde als dieses hier. Es folgen verschiedene Unterkapitel: Räder, Stäbe; Ketten usw. Dabei handelt es sich bei der Benennung zum Teil um Bestandteile eines Wagens; wohl in Anlehnung an das Thema des Geistlichen Wagen. Die Unterkapitelbezeichnungen werden metaphorisch auf den Menschen und seinen Glauben übertragen. So soll das erste Rad der Verdienst Jesus’ sein, der nicht Kälber, sondern sein eigenes Leben geopfert hat.
Im Geistlichen Wagen sind immer wieder Gebete und Gesänge aufgeführt. Teils sind diese aus anderen christlichen Schriften übernommen, teils sind sie der Autorin des Buchs selbst gedichtet. Im Werk wird fortgehend auf verschiedene Bibelstellen und diverse Bibel-Charaktere verwiesen. Es geht dabei vor allem um deren Tugenden, die besonders herausstechen und den Menschen heute als Leitfaden dienen sollen. Der Text ist somit einerseits stark christlich geprägt, nimmt aber mit Themen wie der Vergänglichkeit und Eitelkeit Kernthemen der deutschen Barock-Literatur auf.